# Jeremiah S. Chechik
Jeremiah S. Chechik (ur. w 1955 w Montrealu) – kanadyjski reżyser filmowy.

## Filmografia
- 1989 – W krzywym zwierciadle: Witaj, Święty Mikołaju
- 1993 – Benny i Joon
- 1996 – Diabolique
- 1998 – Rewolwer i melonik